# Segregacija
Segregacija je ločevanje, zapostavljanje določene rase, določenega družbenega sloja na vseh področjih javnega življenja.